# 卡爾曼 (匈牙利)
卡爾曼（匈牙利語：Könyves Kálmán；1070年—1116年2月3日），匈牙利阿爾帕德王朝國王（1095年—1116年在位）及克羅地亞國王（1097年—1116年在位）。蓋薩一世與希臘情婦所生的私生子、克羅地亞公爵阿爾莫什的兄長。卡爾曼是一位學者型的君主，被稱為「學者」、「愛書者」或「書蟲」。卡爾曼的雕像聳立於布達佩斯的英雄廣場，與聖伊什特萬及叔父聖拉斯洛並排。

## 早年
當父親蓋薩一世逝世時，卡爾曼及弟弟阿爾莫什皆年幼，由叔父拉斯洛一世繼承王位。根據匈牙利編年史，卡爾曼雖然身型瘦削，但性機敏，思考決斷。所以拉斯洛一世在位時，曾要求卡爾曼去當修士，但是卡爾曼不肯。1095年，當拉斯洛一世出征波希米亞前，決定以阿爾莫什為繼承人，卡爾曼不服，便偷偷地逃到波蘭。拉斯洛一世去世，他返回匈牙利，兵不血刃地奪得王位。

## 統治期間
1096年初，卡爾曼在塞克什白堡加冕為匈牙利國王。他像當年國王分封給貝拉一世及蓋薩一世的例子將三分之一的王國分封給阿爾莫什為公國。即位後，卡爾曼解決了十字軍東征時路過匈牙利的問題。他是一位聰明和公正的統治者，由於允許十字軍通過自己的領土，在整個歐洲博得好評。
他和前任國王一樣，企圖給匈牙利找一個出海口。1097年，卡爾曼推翻克羅地亞國王斯瓦契奇，成為克羅地亞國王。1102年，卡爾曼控制達爾馬提亞(Dalmatia)的大部分地區。在他的統治下，匈牙利的封建制度得到進一步鞏固，穩定了國內秩序。

## 繼承問題
1105年，卡爾曼將4歲的兒子伊什特萬加冕為王，迫使阿爾莫什謀反。1106年，阿爾莫什出逃去找支持自己的神聖羅馬皇帝亨利四世出兵相助。可惜亨利四世正忙於平定他的兒子亨利五世的叛亂，無能為力。其後，阿爾莫什出逃波蘭尋求公爵波列斯瓦夫三世的軍事支持。因為波蘭出兵支持，叛軍攻陷北方重鎮奧鮑烏伊瓦爾。但是，卡爾曼很快與波列斯瓦夫三世達成和平協議，波列斯瓦夫三世日後更成為卡爾曼的盟友，卡爾曼支持波列斯瓦夫三世與其兄茲比格涅夫戰鬥。
1107年，阿爾莫什到聖地朝聖，卡爾曼趁機奪去他的公國。其後，阿爾莫什去了帕紹，得到新任皇帝亨利五世出兵相助，於1108年9月入侵匈牙利，並圍攻普萊斯堡。同時，表弟波希米亞公爵斯瓦托普魯克亦攻入多瑙河以北的領土。這時波列斯瓦夫三世突然入侵波希米亞，斯瓦托普魯克只好撤退。亨利五世亦因攻不下普萊斯堡而退兵。亨利五世要求卡爾曼原諒阿爾莫什，並准許他回國。1113年，阿爾莫什再次被發現謀反，經過多次謀反後，阿爾莫什與他的兒子貝拉同被弄盲，以確保伊什特萬二世順利繼承王位。卡爾曼臨終前，將阿爾莫什囚禁於他自己在德默什興建的修道院內。
1116年2月3日，卡爾曼逝世，他的兒子伊什特萬二世繼承王位。
| 卡爾曼 (匈牙利) 阿爾帕德王朝出生于：約1070年逝世於：1116年2月3日 | 卡爾曼 (匈牙利) 阿爾帕德王朝出生于：約1070年逝世於：1116年2月3日 | 卡爾曼 (匈牙利) 阿爾帕德王朝出生于：約1070年逝世於：1116年2月3日 |
| 統治者頭銜                                                       | 統治者頭銜                                                       | 統治者頭銜                                                       |
| ---------------------------------------------------------------- | ---------------------------------------------------------------- | ---------------------------------------------------------------- |
| 前任者： 拉斯洛一世                                              | 匈牙利國王 1095年–1116年                                         | 繼任者： 伊什特萬二世                                            |